# Apomys camiguinensis
Chuột rừng Camiguin (Danh pháp khoa học: Apomys camiguinensis) là một loài chuột rừng đặc hữu của đảo Camiguin ở Philippines. Nó có tai và đôi mắt to, đuôi dài và lông nâu gỉ sắt, chúng ăn côn trùng và các loại hạt. Mô tả này dựa trên những con chuột được chụp trong một cuộc điều tra sinh học được thực hiện vào năm 1994 và 1995 trên những sườn núi dốc của một trong những ngọn núi lửa của hòn đảo này.
Vào tháng 4 năm 2006, loài thú mới, một con chuột rừng Philippine, bây giờ được xác định là Apomys camiguinensis đã bị bắt trên các sườn dốc của một ngọn núi Camiguin trong một cuộc điều tra sinh học của Heaney và Tabaranza. Năm 2002, Heaney, Tabaranza và Eric Rickart (thuộc Bảo tàng Lịch sử Tự nhiên Utah) mô tả một loài gặm nhấm rừng khác là Bullimus gamay, từ núi Timpoong, cùng một ngọn núi mà giống chuột mới được thu thập. 